# Бертлз, Гарри
Га́рри Бертлз (англ. Garry Birtles; родился 27 июля 1956 года, Ноттингем) — английский футболист, выступавший на позиции нападающего в Футбольной лиге Англии в 1970-е и 1980-е годы. Наиболее прославился за время своего пребывания в «Ноттингем Форест», во время которого он два раза подряд выиграл Кубок европейских чемпионов в 1979 и 1980 году. Он также сыграл три матча за сборную Англии.

## Клубная карьера

### «Ноттингем Форест»
Бертлз был куплен «Ноттингем Форест» у клуба «Лонг Итон Юнайтед» за две тысячи фунтов. Он дебютировал за «Форест» на позиции флангового нападающего в марте 1977 года во Втором Дивизионе в матче против «Халл Сити». С этого момента он не появлялся в основном составе команды и вышел на поле во второй раз только в сентябре 1978 года. Питер Уит был продан в «Ньюкасл Юнайтед», а «вундеркинд» Стив Эллиот не смог оправдать надежд, это дало Бертлзу неожиданный шанс, которым он воспользовался, забив свой первый гол за клуб в своём третьем матче в Кубке европейских чемпионов в матче против «Ливерпуля». Бертлз удерживал своё место в основе до конца сезона, особенно запомнился его дубль, принёсший победу со счётом 3:2 над «Саутгемптоном» в 1979 году в финале Кубка лиги, также он участвовал в победном финале Кубка европейских чемпионов 1979 года, соперником был шведский «Мальмё», единственный гол забил Тревор Френсис, матч состоялся на Олимпийском стадионе в Мюнхене. Вскоре Бертлза стали считать одним из лучших нападающих в Англии, он забил 14 голов в лиге за тот сезон.
Он получил ещё одну медаль победителя Кубка европейских чемпионов в следующем сезоне, обыграв в финале «Гамбург». Он также сыграл все матчи чемпионата за «Форест» в том сезоне, забив 12 голов.
Он начал сезон 1980/81 в прекрасной форме, забив шесть мячей в девяти матчах за «Форест», позже за £ 1,25 млн его купил «Манчестер Юнайтед».

### «Манчестер Юнайтед»
Он дебютировал в «Манчестер Юнайтед» под руководством тренера Дейва Секстона 22 октября 1980 года, переход в новый клуб ознаменовался победой в чемпионате над «Сток Сити» на «Виктория Граунд». Он сыграл 28 матчей в свой первый сезон в клубе.
Он забил свой первый гол за «Юнайтед» в сезоне 1981/82, всего он отличился 11 раз в том сезоне.
Интересно то, что его последний матч за «Манчестер Юнайтед» также был против «Сток Сити». Его последний выход на поле пришёлся на последний матч сезона, когда они обыграли «гончаров» со счётом 2:0 на «Олд Траффорд». Он начал сезон 1982/83 формально ещё с «Манчестер Юнайтед», но не попал в заявку на первую игру команды, и он вернулся в «Ноттингем Форест».

### Возвращение в «Форест» и поздняя карьера
В свой второй период игры в «Форест» Бертлзу порою приходилось выходить на позицию центрального полузащитника. Тем не менее, он всё равно показывал себя качественным бомбардиром, в частности, он забил 15 голов в сезоне 1983/84 и 14 в 1986/87 сезоне, в последний сезон он поделил звание лучшего бомбардира среди полузащитников с Нилом Уэббом и вплотную подобрался к нападающему Найджелу Клафу.
Однако тренер «Фореста», Брайан Клаф сделал так, что Бертлз расстался с клубом на правах свободного агента в июне 1987 года.
После игры в «Ноттс Каунти» Бертлз закончил свою карьеру в «Гримсби Таун», играя за клуб до 1991 года, к тому времени он сыграл более 400 матчей на профессиональном уровне.

## Карьера в сборной
В последние месяцы своего первого периода игры за «Ноттингем Форест», когда он ещё имел репутацию одного из лучших нападающих английской лиги, он был вызван три раза в сборную Англии. Его первый матч состоялся 13 мая 1980 года и закончился победой со счётом 3:1 над Аргентиной. Его последний матч состоялся 15 октября того же года и закончился поражением со счётом 2:1 от Румынии в отборочном матче на чемпионат мира по футболу 1982.

## Достижения
«Ноттингем Форест»
- Первый дивизион: 1977/78
- Кубок Футбольной лиги: 1979
- Кубок европейских чемпионов: 1979, 1980
- Суперкубок УЕФА: 1979
- Англо-шотландский кубок: 1977
- Игрок года «Ноттингем Форест»: 1978/79

«Гримсби Таун»
- Кубок Линкольншира: 1989/90
- Игрок года «Гримсби Таун»: 1989/90

## Статистика выступлений
| Клуб                        | Сезон                       | Лига | Лига | Национальные кубки | Национальные кубки | Национальные кубки | Национальные кубки | Еврокубки | Еврокубки | Прочие | Прочие | Итого | Итого |
| Клуб                        | Сезон                       | Лига | Лига | Кубок              | Кубок              | Кубок лиги         | Кубок лиги         | Еврокубки | Еврокубки | Прочие | Прочие | Итого | Итого |
| Клуб                        | Сезон                       | Игры | Голы | Игры               | Голы               | Игры               | Голы               | Игры      | Голы      | Игры   | Голы   | Игры  | Голы  |
| --------------------------- | --------------------------- | ---- | ---- | ------------------ | ------------------ | ------------------ | ------------------ | --------- | --------- | ------ | ------ | ----- | ----- |
| Ноттингем Форест            | 1976/77                     | 1    | 0    | 0                  | 0                  | 0                  | 0                  | -         | -         | 0      | 0      | 1     | 0     |
| Ноттингем Форест            | 1977/78                     | 0    | 0    | 0                  | 0                  | 0                  | 0                  | 0         | 0         | 0      | 0      | 0     | 0     |
| Ноттингем Форест            | 1978/79                     | 35   | 14   | 3                  | 0                  | 6                  | 6                  | 9         | 6         | 1      | 0      | 54    | 26    |
| Ноттингем Форест            | 1979/80                     | 42   | 12   | 2                  | 1                  | 9                  | 1                  | 9         | 2         | 2      | 0      | 64    | 16    |
| Ноттингем Форест            | 1980/81                     | 9    | 6    | 0                  | 0                  | 3                  | 3                  | 2         | 0         | 0      | 0      | 14    | 9     |
| Ноттингем Форест            | Итого                       | 87   | 32   | 5                  | 1                  | 18                 | 10                 | 20        | 8         | 3      | 0      | 133   | 51    |
| Манчестер Юнайтед           | 1980/81                     | 25   | 0    | 3                  | 1                  | 0                  | 0                  | 0         | 0         | 0      | 0      | 28    | 1     |
| Манчестер Юнайтед           | 1981/82                     | 33   | 11   | 1                  | 0                  | 2                  | 0                  | 0         | 0         | 0      | 0      | 36    | 11    |
| Манчестер Юнайтед           | Итого                       | 58   | 11   | 4                  | 1                  | 2                  | 0                  | 0         | 0         | 0      | 0      | 64    | 12    |
| Ноттингем Форест            | 1982/83                     | 25   | 7    | 1                  | 0                  | 4                  | 4                  | 0         | 0         | 0      | 0      | 30    | 11    |
| Ноттингем Форест            | 1983/84                     | 34   | 15   | 1                  | 0                  | 1                  | 0                  | 7         | 0         | 1      | 0      | 44    | 15    |
| Ноттингем Форест            | 1984/85                     | 13   | 2    | 2                  | 0                  | 0                  | 0                  | 0         | 0         | 0      | 0      | 15    | 2     |
| Ноттингем Форест            | 1985/86                     | 25   | 0    | 2                  | 2                  | 3                  | 0                  | 0         | 0         | 2      | 1      | 32    | 3     |
| Ноттингем Форест            | 1986/87                     | 28   | 14   | 0                  | 0                  | 5                  | 1                  | 0         | 0         | 1      | 0      | 34    | 15    |
| Ноттингем Форест            | Итого                       | 125  | 38   | 6                  | 2                  | 13                 | 5                  | 7         | 0         | 4      | 1      | 155   | 46    |
| Всего за «Ноттингем Форест» | Всего за «Ноттингем Форест» | 212  | 70   | 11                 | 3                  | 31                 | 15                 | 27        | 8         | 7      | 1      | 288   | 97    |
| Ноттс Каунти                | 1987/88                     | 43   | 7    | 2                  | 1                  | 2                  | 0                  | -         | -         | 9      | 1      | 56    | 9     |
| Ноттс Каунти                | 1988/89                     | 20   | 2    | 2                  | 0                  | 4                  | 1                  | -         | -         | 0      | 0      | 26    | 3     |
| Ноттс Каунти                | Итого                       | 63   | 9    | 4                  | 1                  | 6                  | 1                  | 0         | 0         | 9      | 1      | 82    | 12    |
| Гримсби Таун                | 1989/90                     | 38   | 8    | 3                  | 0                  | 3                  | 1                  | -         | -         | 2      | 0      | 46    | 9     |
| Гримсби Таун                | 1990/91                     | 23   | 1    | 1                  | 0                  | 0                  | 0                  | -         | -         | 0      | 0      | 24    | 1     |
| Гримсби Таун                | 1991/92                     | 8    | 0    | 1                  | 0                  | 2                  | 1                  | -         | -         | 1      | 0      | 12    | 1     |
| Гримсби Таун                | Итого                       | 69   | 9    | 5                  | 0                  | 5                  | 2                  | 0         | 0         | 3      | 0      | 82    | 11    |
| Всего за карьеру            | Всего за карьеру            | 402  | 99   | 24                 | 5                  | 44                 | 18                 | 27        | 8         | 19     | 2      | 516   | 132   |